# 安良神社
安良神社(やすらじんじゃ)は、鹿児島県霧島市横川町上ノ164に鎮座する神社。鹿児島神宮、霧島神宮、加治木春日神社、福山宮浦神社とともに大隅5社として崇められてきた。

## 祭神
安良姫命（やすらひめの みこと）、十一面観世音菩薩、稲牟礼宮（いなむれぐう）、腰越宮（こしごえぐう）、諏訪宮の5柱。このうち、 腰越宮（こしごえぐう）は、安良姫の母君にあらせられ、諏訪宮は農工商の神である。また、安良姫は生前、十一面観音を篤く信仰していた。

## 由緒
和銅年間（708年 - 715年）の創建という伝承がある。
都の女官であった安良姫という女性が、あるとき、川辺で直垂を洗っていたら、飛んできたたくさんの白鷺に見とれてしまい、片袖を流してしまった。その咎(とが)により、門の扉に縛られ、炭火で焼き殺されるという重罪に処せられたが、観世音が彼女の身代わりとなり、難を逃れた。
安良姫は大隅国横川の里に落ち延びたが、都のことや母君のことを思い、煩悶ののちに安良岳の頂上で自害した。その後、この里に種々の怪異が度々起こったので、村人等がその霊を慰め、安良岳の頂上に姫を祀った。さらに今から700年ほど前に、安良岳の麓の現在地に遷された。
『三国名勝図会』には、かつてこのあたりで門を立てたり、炭を焼くと祟りがあった、と載せられている。
神社には（北条泰時の時代の）貞永5年（正しくは嘉禎2年、1236年）、（南北朝統一間近の）北朝の康応2年（1390年）の棟札や板碑、古文書などが所蔵されている。享保19年（1734年）には正一位「安良大明神」が贈位された。
神社には、室町時代初期の13の能面もつたわっており、現在は郷土館で保存されている。社宝としては、御幣3 古鐘2なども伝わっている。

## 祭祀
例祭日は、4月17日と、11月5日。11月5日からは、四方立舞、田の神舞が奉納される。

## 参考資料
- 『コンサイス日本人名辞典 改訂新版』（三省堂、1993年） p1272